# Günther Schack
Günther Schack (12 de Novembro de 1917 – 14 de Junho de 2003) foi um piloto alemão da Luftwaffe durante a Segunda Guerra Mundial. Voou 780 missões de combate, nas quais abateu 174 aeronaves inimigas, o que fez dele um ás da aviação.